# Jai-Wun Park
Jai-Wun Park (südkoreanisch 박재운; * 26. August 1954 in Seoul) ist ein deutscher Mediziner koreanischer Abstammung mit dem Spezialgebiet Kardiologie. Er lebt in Hamburg und war bis zu seiner Pensionierung 2019 als Chefarzt der Kardiologie in mehreren deutschen Kliniken tätig. Seither ist er als Berater bzw. Gastwissenschaftler an der Humboldt-Universität zu Berlin beschäftigt.

## Lebensweg
Jai-Wun Park wurde 1954 als Sohn von Sung-Yup Park und  Younsoon Kim in Seoul geboren. Von 1960 bis 1963 besuchte er die Chang-Chung Volksschule in seiner Heimatstadt. Im Alter von zehn Jahren ist er  mit seiner Mutter nach Deutschland ausgewandert. In München besuchte er von 1964 bis 1965 die Volksschule und danach das Gymnasium in Marktoberdorf, welches er 1975 mit dem Abitur abschloss.
Anschließend begann Park ein Studium an der Medizinischen Fakultät an der Ludwig-Maximilians-Universität, das er 1981 mit einem Staatsexamen in Humanmedizin abschloss. Dem folgte die Ausbildung zum Facharzt für Innere Medizin. Im Jahr 1983 wurde er mit einer Arbeit zum Thema Die Opsoninwirkung von drei Serumkonserven und vier Gammaglobulinen bei der Phagozytose von Candida albicans durch menschliche Granulozyten zum Dr. med. promoviert.
Daran schlossen sich erste berufliche Tätigkeiten als Assistenzarzt am Deutschen Herzzentrum Berlin, als Oberarzt am Herzzentrum Duisburg und als kommissarischer Leiter am Herzzentrum Dresden an. An der Medizinischen Fakultät Carl Gustav Carus der TU Dresden reichte er 1999 seine Habilitationsschrift zum Thema Chronische Transplantatvaskulopathie ein, die am 1. Februar 2000 verteidigt wurde. Seine Habilitation wurde an der Budapester Semmelweis-Universität anerkannt. Von 2002 bis 2008 war er Chefarzt der I. Medizinischen Abteilung (Kardiologie, Angiologie, Nephrologie, Intensivmedizin) am Klinikum Hoyerswerda. Danach wechselte er nach Hamburg und wurde Chefarzt der I. Medizinischen Abteilung (Kardiologie, Intensivmedizin) am Asklepios Klinikum Harburg.
Von 2013 bis 2015 war er in Coburg als Oberarzt am Klinikum Coburg, Regiomed-Kliniken tätig. Hier wurde ihm die Lehrbefugnis für das Fachgebiet Innere Medizin erteilt. Seit 2016 ist er Senior Consultant in Cardiology und Privatdozent an der Berliner Charité und ab 2017 war er Chefarzt und Leiter der Klinik für Innere Medizin 3 am Dietrich-Bonhoeffer-Klinikum Neubrandenburg, wo er als Tagungspräsident die 37. Jahrestagung der Deutschen Gesellschaft für Klinische Mikrozirkulation und Hämorheologie 2018 organisierte.
Gegenwärtig ist er als Gastwissenschaftler Mitglied der Arbeitsgruppe Kardiovaskuläre Physik des Instituts für Physik der Humboldt-Universität zu Berlin tätig.
Park heiratete am 8. September 1978 die Psychotherapeutin Worl-Sheon Rhee-Park. Sie hat von 1980 bis 1986 an der Münchner Universität Psychologie studiert und danach ihren Ehemann als Partnerin seiner unternehmerischen Entwicklungen in Berlin, Duisburg, Dresden und Hamburg begleitet. Beide haben einen Sohn und eine Tochter. Ihr erstes Kind wurde 1980 geboren.

### Tätigkeit an südkoreanischen Hochschulen
Park führt einen koreanischen Professorentitel Prof (ROK) (=Republic of Korea). Im Jahr 1993 wurde er am Medizinischen Institut der Yonsei-Universität in Seoul zum Professor ernannt.
Er verpflichtete sich ferner ab März 2020 für 2 Jahre für eine Mitarbeit als Fakultätsmitglied des Kardiovaskulären Forschungsinstituts der Universität Chung-Ang in Seoul.

## Innovative Herzdiagnose
Die wissenschaftlichen Arbeiten von Jai-Wun Park sind gerichtet auf die Diagnostik und interventionelle Therapie kardiovaskulärer Erkrankungen. Dabei schenkt er der Kooperation und dem wechselseitigen Wissens- und Technologietransfer zwischen Deutschland und Südkorea bzw. anderen asiatischen Ländern große Beachtung.
Zunächst widmet sich Park in Hamburg und Coburg neuen vorbeugenden Maßnahmen zur Vermeidung von Schlaganfällen. Im Dezember 2008 zeichnet er verantwortlich für eine „Deutschlandpremiere“ in der Asklepios Klinik Harburg. Ein gerade erst zugelassener, sich selbst entfaltenden Drahtstöpsel – ACP-Implantat (Amplatzer Cardiac Plug) – wird per Katheter ins linke Herzohr eines Patienten eingesetzt, um die Gefahr von Blutgerinnseln des Herzens zu mindern.
Als leitender Spezialist und Vorreiter dieser neuen Technologie führte Park mit seinem Team im April 2014 drei Implantationen von Vorhofohr-Occludern am Klinikum Coburg durch, die live nach Shanghai zu einer dort stattfindenden kardiologischen Tagung (LAA 2014 Asia-Pacific, 18.–19.04.2014) übertragen wurden.
Einen linken Herzohrverschluss (LAA Left Atrial Appendage Occluder) mit einem LAmbre-Device demonstrierte er auch 2015 live im Fuwai Hospital in Beijing, was als Video aufgezeichnet wurde. Auch im polnischen Grudziądz unterstützte er 2017 das dortige Ärzteteam mit seinen Erfahrungen beim linken Herzohrverschluss.
Die Klinik in der südkoreanischen Stadt Ulsan lud den internationalen Spezialisten für koronale Herzkrankheiten 2018 ein, den FFR-Test zur Prüfung des Zustandes der Herzkranzgefäße zu demonstrieren. Unter Einbeziehung weiterer Experten der Charité wurde diese Zusammenarbeit 2019 fortgesetzt.
Im Zentrum der Forschungstätigkeit von Jai-Wun Park steht die Magnetokardiographie zur Diagnostik myokardialer Mikrozirkulationsstörungen. Mit Aufnahme seiner Tätigkeit am Klinikum Hoyerswerda begann Park verstärkt mit diesen innovativen Technologien der Magnetokardiologie zu arbeiten. Bereits 2003 veröffentlichte er gemeinsam mit koreanischen Kollegen der Yonsei-Universität seine Erkenntnisse. Doch am Klinikum Hoyerswerda stieß die Nutzung des einzigartigen Cardio Magnetfeld Imaging Systems (cMFI) der Firma BMDSys 2006 noch auf Widerstände, wie damalige Auseinandersetzungen zeigen. Im Unterschied zu damals ist dank des Engagements von Jai-Wun Park heute an mehreren Kliniken mit den modernen Geräten CS-MAG ein Netz von Forschungsgeräten zur Weiterentwicklung und effizienten Anwendung der Magnetokardiologie im Einsatz.

## Unternehmerische Tätigkeit
Seine Forschungen zur SQUID-basierten Magnetokardiographie führten im Jahr 2005 zur Gründung des Unternehmens Biomagnetik Park GmbH (bmp), einem in Hamburg ansässigen Medizintechnik-Unternehmen, dessen Gründer und Gesellschafter er ist. Seine Ehefrau Worl-Sheon Rhee-Park war von 2007 bis 2020 Geschäftsführerin dieses Unternehmens, er selbst Leiter der Medizinischen Direktion. Sitz des Unternehmens war zunächst Berlin, dann Dresden. 2011 erfolgte die Verlegung nach Hamburg. Die Biomagnetik Park GmbH wurde im März 2021 in eine Biomagnetik Park AG umgewandelt.
Gegenstand des Unternehmens sind die Entwicklung und der Vertrieb von neuen innovativen Medizinprodukten sowie der Aufbau und Betrieb von Diagnostik-Zentren und die Entwicklung von medizinischen Serviceleistungen.
Nachdem die Biomagnetik Park GmbH zunächst Messgeräte (Sensoren) aus Deutschland, den USA und Italien verwendet hatte, wurde am 9. August 2010 eine Technologietransfervereinbarung mit dem Entwicklerteam von Lee Yong-ho am Koreanischen Forschungsinstitut für Standardisierung und Messtechnik KRISS (Korea Research Institute of Standards and Science) abgeschlossen. Vereinbart wurde die Entwicklung eines Messgerätes für eine Summe von 1,55 Mrd. Won (ca. 1,13 Mio. Euro) sowie eine Beteiligung von 3 % am Vertrieb der Geräte als Technologietransfergebühr über 20 Jahre bis zum Jahr 2030. Ebenso wird die Schaffung von Arbeitsplätzen und die Produktion der Sensoren in Südkorea vorgesehen.
Über die strategische Allianz zwischen bmp und KRISS hinaus wurde 2012 die Biomagnetik Korea Ltd. in Seoul gegründet. Im Ergebnis der Kooperation von Jai-Wun Park und Lee Yong-ho entstand das Magnetokardiographische Messgerät MCG CS-MAG der Firma Biomagnetik Park GmbH (bmp). Die ersten beiden Geräte CS-MAG II kamen ab 2013 in der Asklepios Klinikum Harburg bzw. der Klinik Coburg zum Einsatz; ein drittes 2014 im Hongkonger Zentrum HKMCG. Die Weiterentwicklung CS-MAG III wurde im Klinikum Neubrandenburg eingesetzt und wird seit 2017 am Universitätsklinikum Benjamin Franklin der Charité genutzt.
Die Produktion der vollständigen Geräte erfolgt am Standort der Biomagnetik Park GmbH im hit-Technologiepark Tempowerk in Hamburg. In der Entwicklung befindet sich die neueste Generation CS-MAG X.

## Schriften (Auswahl)
- Die Opsoninwirkung von drei Serumkonserven und vier Gammaglobulinen bei der Phagozytose von Candida albicans durch menschliche Granulozyten. Promotion 1983, Dissertationsschrift 1982, Universität München.
- Chronische Transplantatvaskulopathie: klinische Bedeutung und Behandlungsmöglichkeiten (= Beiträge zur Transplantationsmedizin. Band 32). Habilitation 2000, Hochschulschrift 1999, TU Dresden; Pabst-Verlag, Lengerich 2001, ISBN 3-931660-87-7.

als Herausgeber
- Therapie der chronischen Herzinsuffizienz. Pabst-Verlag, Lengerich 1992, ISBN 3-928057-20-0.
- mit Friedrich Jung: Stent-Restenose – Mechanismen und therapeutische Strategien. Pabst-Verlag, Lengerich 2000, ISBN 3-934252-32-X.